# Powiat de Ciechanów
Pour les articles homonymes, voir Ciechanów (homonymie).
Le powiat de Ciechanów (en polonais : Powiat ciechanowski) est un powiat (district) appartenant à la voïvodie de Mazovie dans le centre-est de la Pologne,  créée en 1999 lors de la réforme administrative.
Elle est née le 1er janvier 1999, à la suite des réformes polonaises de gouvernement local passées en 1998. 
Son siège administratif du powiat est la ville de Ciechanów, qui se trouve à 77 kilomètres au nord de Varsovie, capitale de la Pologne. Il y a une autre ville dans le powiat, Glinojeck située à 25 kilomètres à l'ouest de Białobrzegi. 
Le district couvre une superficie de 1 062.62 kilomètres carrés. En 2006, sa population totale est de 91 050 habitants, avec une population pour la ville de Ciechanów de 45 902 habitants, dans la ville de Glinojeck de 3 052 habitants et une population rurale de 42 096 habitants.

## Powiaty voisines
La Powiat de Ciechanów est bordée des powiaty de : 
- Mława au nord ;
- Przasnysz au nord-est ;
- Maków et Pułtusk à l'est ;
- Płońsk au sud.

## Division administrative
Le powiat de Ciechanów comprend 9 communes :
| Gmina                                  | Type         | Superficie (km²) | Population (2006) | Siège           |
| Ciechanów                              | urbain       | 32,5             | 45 902            |                 |
| Gmina Sońsk                            | rural        | 155,0            | 8 047             | Sońsk           |
| Gmina Glinojeck                        | urbain-rural | 153,5            | 7 937             | Glinojeck       |
| Gmina Opinogóra Górna                  | rural        | 139,8            | 5 980             | Opinogóra Górna |
| Gmina Ciechanów                        | rural        | 140,2            | 5 938             | Ciechanów *     |
| Gmina Regimin                          | rural        | 111,3            | 4 955             | Regimin         |
| Gmina Ojrzeń                           | rural        | 123,1            | 4 393             | Ojrzeń          |
| Gmina Gołymin-Ośrodek                  | rural        | 110,6            | 4 006             | Gołymin-Ośrodek |
| Gmina Grudusk                          | rural        | 96,7             | 3 892             | Grudusk         |
| * siège qui ne situe pas dans la gmina |              |                  |                   |                 |

## Démographie
Données du 30 juin 2005:
| Description | Total  | Total | Femmes | Femmes | Hommes | Hommes |
| ----------- | ------ | ----- | ------ | ------ | ------ | ------ |
| Unité       | Nombre | %     | Nombre | %      | Nombre | %      |
| Population  | 91 502 | 100   | 46 620 | 50,95  | 44 882 | 49,05  |
| Urbain      | 49 204 | 53,77 | 25 716 | 28,10  | 23 488 | 25,67  |
| Rural       | 42 298 | 46,23 | 20 904 | 22,85  | 21 394 | 23,38  |

## Histoire
De 1975 à 1998, les différents gminy du powiat actuelle appartenaient administrativement à la voïvodie de Ciechanów.

La Powiat de Ciechanów est créée le 1er janvier 1999, à la suite des réformes polonaises de gouvernement local passées en 1998 et est rattachée à la voïvodie de Mazovie.